# 50 kilomètres marche aux Jeux olympiques d'été de 1952
Pour un article plus général, voir Athlétisme aux Jeux olympiques d'été de 1952.
Navigation
Londres 1948 Melbourne 1956
L'épreuve du 50 kilomètres marche aux Jeux olympiques de 1952 s'est déroulée le 21 juillet 1952 avec une arrivée au Stade olympique d'Helsinki, en Finlande. Elle est remportée par l'Italien Giuseppe Dordoni. 

## Résultats
| Rang               | Athlète               | Pays             | Temps     | Notes |
| ------------------ | --------------------- | ---------------- | --------- | ----- |
| Médaille d'or      | Giuseppe Dordoni      | Italie           | 4:28:07.8 | OR    |
| Médaille d'argent  | Josef Doležal         | Tchécoslovaquie  | 4:30:17.8 |       |
| Médaille de bronze | Antal Róka            | Hongrie          | 4:31:27.2 |       |
| 4                  | Rex Whitlock          | Grande-Bretagne  | 4:32:21.0 |       |
| 5                  | Sergey Lobastov       | Union soviétique | 4:32:34.2 |       |
| 6                  | Vladimir Ukhov        | Union soviétique | 4:32:51.6 |       |
| 7                  | Dumitru Paraschivescu | Roumanie         | 4:41:05.2 |       |
| 8                  | Ion Baboie            | Roumanie         | 4:41:52.8 |       |
| 9                  | John Ljunggren        | Suède            | 4:43:45.2 |       |
| 10                 | Giuseppe Kressevich   | Italie           | 4:44:30.2 |       |
| 11                 | Harold Whitlock       | Grande-Bretagne  | 4:45:12.6 |       |
| 12                 | Sándor László         | Hongrie          | 4:45:55.8 |       |
| 13                 | Rudi Lüttge           | Allemagne        | 4:47:28.6 |       |
| 14                 | Pekka Viljanen        | Finlande         | 4:49:16.4 |       |
| 15                 | Donald Tunbridge      | Grande-Bretagne  | 4:50:40.4 |       |
| 16                 | Raymond Lesage        | France           | 4:52:37.8 |       |
| 17                 | Edgar Bruun           | Norvège          | 4:52:48.4 |       |
| 18                 | Claude Hubert         | France           | 4:55:28.2 |       |
| 19                 | Salvatore Cascino     | Italie           | 4:56:46.0 |       |
| 20                 | Harry Kristensen      | Danemark         | 4:57:35.8 |       |
| 21                 | Jean Strunc           | France           | 4:59:08.2 |       |
| 22                 | Adolf Weinacker       | États-Unis       | 5:01:00.4 |       |
| 23                 | Pavel Kazankov        | Union soviétique | 5:02:37.8 |       |
| 24                 | Gilbert Marquis       | Suisse           | 5:02:56.2 |       |
| 25                 | Ferd Hayward          | Canada           | 5:04:40.4 |       |
| 26                 | René Charrière        | Suisse           | 5:08:59.0 |       |
| 27                 | Gerhard Winther       | Norvège          | 5:11:40.2 |       |
| 28                 | Åke Söderlund         | Suède            | 5:30:56.6 |       |
|                    | Guillermo Weller      | Argentine        | DNF       |       |
|                    | John Deni             | États-Unis       | DNF       |       |
|                    | Leo Sjogren           | États-Unis       | DNF       |       |